# さかせる
合同会社さかせるは、神奈川県川崎市に本社を置く、子育て支援のイベントやサイト運営などを行う企業。
2021年3月設立。

## 事業内容
PTA'S（ピータス）
業務（印刷、清掃、クリーニング、運動会などの行事の警備やサポート、備品レンタル、記念品の選定など）の外注先を探すPTAとサービスを提供する企業をつなぐマッチングサービス。
2020年11月にサービス開始。2022年10月時点では680以上のPTAと約50の企業が登録している。
2022年8月には、教職員、保育者向けコンテンツ「先生へ」を追加リリースした。